# Comuni di El Salvador

Comuni di El Salvador

I comuni di El Salvador (municipios) costituiscono la suddivisione territoriale di secondo livello del Paese, dopo i dipartimenti, e sono in tutto 44.
Ciascun comune è amministrato da un consiglio municipale composto da un sindaco (alcalde), un rappresentante legale (síndico) e due o più consiglieri (regidores), il cui numero dipende dalla popolazione amministrata. I membri dei consigli devono avere compiuto ventuno anni di età ed essere residenti nel comune che amministrano; sono eletti a suffragio diretto per un mandato triennale rinnovabile.
I comuni devono avere almeno 10 000 abitanti, con i confini determinati per legge.

## Dipartimento di Ahuachapán
- Ahuachapán
- Apaneca
- Atiquizaya
- Concepción de Ataco
- El Refugio
- Guaymango
- Jujutla
- San Francisco Menéndez
- San Lorenzo
- San Pedro Puxtla
- Tacuba
- Turín

## Dipartimento di Cabañas
- Cinquera
- Dolores
- Guacotecti
- Ilobasco
- Jutiapa
- San Isidro
- Sensuntepeque
- Tejutepeque
- Victoria

## Dipartimento di Chalatenango
- Agua Caliente
- Arcatao
- Azacualpa
- Chalatenango
- Citalá
- Comalapa
- Concepción Quezaltepeque
- Dulce Nombre de Maria
- El Carrizal
- El Paraíso
- La Laguna
- La Palma
- La Reina
- Las Vueltas
- Nombre de Jesús
- Nueva Concepción
- Nueva Trinidad
- Ojos de Agua
- Potonico
- San Antonio La Cruz
- San Antonio Ranchos
- San Fernando
- San Francisco Lempa
- San Francisco Morazán
- San Ignacio
- San Isidro Labrador
- San José Cancasque
- San Luis del Carmen
- San Miguel de Mercedes
- San Rafael
- Santa Rita
- Tejutla

## Dipartimento di Cuscatlán
- Candelaria
- Cojutepeque
- El Carmen
- El Rosario
- Monte San Juan
- Oratorio de Concepción
- San Bartolomé Perulapía
- San Cristóbal
- San José Guayabal
- San Pedro Perulapán
- San Rafael Cedros
- San Ramón
- Santa Cruz Analquito
- Santa Cruz Michapa
- Suchitoto
- Tenancingo

## Dipartimento di La Libertad
- Antiguo Cuscatlán
- Chiltiupán
- Ciudad Arce
- Colón
- Comasagua
- Huizúcar
- Jayaque
- Jicalapa
- La Libertad
- Nuevo Cuscatlán
- Opico
- Quezaltepeque
- Sacacoyo
- San José Villanueva
- San Matías
- San Pablo Tacachico
- Santa Tecla
- Talnique
- Tamanique
- Teotepeque
- Tepecoyo
- Zaragoza

## Dipartimento di La Paz
- Cuyultitán
- El Rosario
- Jerusalén
- Mercedes La Ceiba
- Olocuilta
- Paraíso de Osorio
- San Antonio Masahuat
- San Emigdio
- San Francisco Chinameca
- San Juan Nonualco
- San Juan Talpa
- San Juan Tepezontes
- San Luis
- San Luis La Herradura
- San Miguel Tepezontes
- San Pedro Masahuat
- San Pedro Nonualco
- San Rafael Obrajuelo
- Santa María Ostuma
- Santiago Nonualco
- Tapalhuaca
- Zacatecoluca

## Dipartimento di La Unión
- Anamoros
- Bolivar
- Concepción de Oriente
- Conchagua
- El Carmen
- El Sauce
- Intipuca
- La Unión
- Lislique
- Meanguera del Golfo
- Nueba Esparta
- Pasaquina
- Poloros
- San Alejo
- San Jose
- Santa Rosa de Lima
- Yayantique
- Yucuaiquín

## Dipartimento di Morazán
- Arambala
- Cacaopera
- Chilanga
- Corinto
- Delicias de Concepción
- El Divisadero
- El Rosario
- Gualococti
- Guatajiagua
- Joateca
- Jocoaitique
- Jocoro
- Lolotiquillo
- Meanguera
- Osicala
- Perquín
- San Carlos
- San Fernando
- San Francisco Gotera
- San Isidro
- San Simón
- Sensembra
- Sociedad
- Torola
- Yamabal
- Yoloaiquín

## Dipartimento di San Miguel
- Carolina
- Chapeltique
- Chinameca
- Chirilagua
- Ciudad Barrios
- Comacarán
- El Tránsito
- Lolotique
- Moncagua
- Nueva Guadalupe
- Nuevo Edén de San Juan
- Quelepa
- San Antonio
- San Gerardo
- San Jorge
- San Luis de la Reina
- San Miguel
- San Rafael Oriente
- Sesori
- Uluazapa

## Dipartimento di San Salvador
- Aguilares
- Apopa
- Ayutuxtepeque
- Cuscatancingo
- Delgado
- El Paisnal
- Guazapa
- Ilopango
- Mejicanos
- Nejapa
- Panchimalco
- Rosario de Mora
- San Marcos
- San Martín
- San Salvador
- Santiago Texacuangos
- Santo Tomás
- Soyapango
- Tonacatepeque

## Dipartimento di San Vicente
- Apastepeque
- Guadalupe
- San Cayetano Istepeque
- San Esteban Catarina
- San Ildefonso
- San Lorenzo
- San Sebastián
- San Vicente
- Santa Clara
- Santo Domingo
- Tecoluca
- Tepetitán
- Verapaz

## Dipartimento di Santa Ana
- Candelaria de la Frontera
- Chalchuapa
- Coatepeque
- El Congo
- El Porvenir
- Masahuat
- Metapán
- San Antonio Pajonal
- San Sebastián Salitrillo
- Santa Ana
- Santa Rosa Guachipilín
- Santiago de la Frontera
- Texistepeque

## Dipartimento di Sonsonate
- Acajutla
- Armenia
- Caluco
- Cuisnahuat
- Izalco
- Juayúa
- Nahuizalco
- Nahulingo
- Salcoatitán
- San Antonio del Monte
- San Julián
- Santa Catarina Masahuat
- Santa Isabel Ishuatán
- Santo Domingo
- Sonsonate
- Sonzacate

## Dipartimento di Usulután
- Alegría
- Berlín
- California
- Concepción Batres
- El Triunfo
- Ereguayquín
- Estanzuelas
- Jiquilisco
- Jucuapa
- Jucuarán
- Mercedes Umaña
- Nueva Granada
- Ozatlán
- Puerto El Triunfo
- San Augustín
- San Buenaventura
- San Dionisio
- San Francisco Javier
- Santa Elena
- Santa María
- Santiago de María
- Tecapán
- Usulután